# Irene Huss - Tatuerad torso
Irene Huss - Tatuerad torso, es una película de crimen y misterio estrenada el 17 de agosto del 2007 dirigida por Martin Asphaug. La película es la primera entrega de la serie de películas que forman parte de Irene Huss.
La película está basada en el personaje principal de las novelas de la escritora sueca Helene Tursten.

## Historia
En una playa en Gotemburgo, una mujer encuentra partes del cuerpo de un hombre desmembrado, la única pista, es un torso con un tatuaje. La detective inspectora Irene Huss, encuentra similitudes en casos anteriores que la llevarán hasta Copenhague, donde se verá obligada a buscar a la hija de una amiga que ha desaparecido.
El cuerpo será el preludio de una serie de homicidios desagradables que llevarán a Huss al bajo mundo de Copenhague.

## Personajes

### Personajes principales
| Actor             | Personaje       | Ocupación            |
| ----------------- | --------------- | -------------------- |
| Angela Kovács     | Irene Huss      | Detective Inspectora |
| Reuben Sallmander | Krister Huss    | -                    |
| Mikaela Knapp     | Jenny Huss      | -                    |
| Felicia Löwerdahl | Katarina Huss   | -                    |
| Lars Brandeby     | Sven Andersson  | -                    |
| Dag Malmberg      | Jonny Blom      | -                    |
| Anki Lidén        | Yvonne Stridner | -                    |
| Emma Swenninger   | Birigtta Moberg | -                    |
| Eric Ericson      | Fredrik Stridh  | -                    |

### Personajes secundarios
| Actor                   | Personaje       | Ocupación               |
| ----------------------- | --------------- | ----------------------- |
| Bjarne Henriksen        | Jens Metz       | -                       |
| Junix Inocian           | Tom Tanaka      | -                       |
| Claus Gerving           | Peter Møller    | -                       |
| Anders Heinrichsen      | Emil Bentzen    | -                       |
| Fredrik Hammar          | Basta           | -                       |
| Jenny Lindqvist         | Isabell         | -                       |
| Evalena Ljung Kjellberg | Monika Lind     | -                       |
| Emil Klingvall          | Henning Oppdahl | -                       |
| Ida Linnertorp          | Petra           | -                       |
| Søren Stærmose          | Svend Blokk     | -                       |
| Jannike Grut            | -               | Recepcionista del Hotel |
| Göran Forsmark          | -               | Dueño del Club          |
| Alexander Karlsson      | -               | Hombre en la Multitud   |
| Eric Rusch              | -               | Hombre en la Tienda     |

## Producción
La película fue dirigida por Martin Asphaug, escrita por Stefan Ahnhem (en el guion) y basado en la novela de Helene Tursten.
Producida por Johan Fälemark, Hillevi Råberg, Ole Søndberg, con el apoyo del productor de línea Daniel Gylling y el productor asociado Morten Fisker.
La música estuvo bajo el cargo de Thomas Hagby y Fredrik Lidin.
La cinematografía estuvo en manos de Philip Øgaard, mientras que la edición por Fredrik Morheden.
La película fue estrenada el 17 de agosto de 2007 en Suecia en con una duración de 1 hora con 27 minutos. 
Filmada en Gotemburgo, en la Provincia de Västra Götaland, Suecia.
Contó con la participación de las compañías de producción "Illusion Film & Television" y "Yellow Bird", en co-participación con "ARD Degeto Film" y "Kanal 5".
En el 2007 la película fue distribuida por "Svensk Filmindustri (SF)" por todo el mundo y todos los medios, "Kanal 5" en la televisión, por "Nordisk Film" en cines, en el 2009 por "Arbeitsgemeinschaft der öffentlich-rechtlichen Rundfunkanstalten der Bundesrepublik Deutschland (ARD)" en Alemania por televisión, en los Países Bajos en el 2010 por "Lumière Home Entertainment" por DVD y en el 2012 por "Film1" por televisión limitada. Otras compañías que participaron son "Film Finances" (en la finalización de garante) y "Ljudligan" (en el sonido de posproducción).

### Emisión en otros países
| País         | Título                                                              | Fecha de Estreno                            |
| ------------ | ------------------------------------------------------------------- | ------------------------------------------- |
| Alemania     | Irene Huss, Kripo Göteborg - Der tätowierte Torso                   | 12 de julio de 2009 (estreno en televisión) |
| Dinamarca    | Irene Huss: Tatoveret torso                                         | -                                           |
| Noruega      | Irene Huss - Tatovert torso                                         | -                                           |
| Países Bajos | -                                                                   | 27 de abril de 2010 (estreno en DVD)        |
| Polonia      | Inspektor Irene Huss - Mezczyzni, którzy lubia niebezpieczne zabawy | -                                           |